# ソユーズ26号
ソユーズ26号（Soyuz 26 、ロシア語: Союз 26）は、サリュート6号での初の長期滞在の乗組員を送るためにソビエト連邦が行った有人宇宙飛行ミッションである。
ソユーズは、1977年12月10日に打ち上げられ、翌日、サリュート6号とドッキングした。1978年1月にはソユーズ27号が到着し、2人の乗組員がソユーズ26号に移って数日後に地球に帰還した。

## 乗組員

### 出発時
- 船長 - ユーリ・ロマネンコ(1)
- フライトエンジニア - ゲオルギー・グレチコ(2)

### 帰還時
- 船長 - ウラジーミル・ジャニベコフ(1)
- フライトエンジニア - オレグ・マカロフ

### バックアップ
- 船長 - ウラジーミル・コワリョーノク
- フライトエンジニア - アレクサンドル・イワンチェンコフ

## パラメータ
- 質量:6,800 kg
- 近点:193 km
- 遠点:246 km
- 軌道傾斜角:51.65°
- 軌道周期:88.67分